# De Kon Gruwer
Heer Bommel en Kon Gruwer (in boekuitgaven/spraakgebruik verkort tot Het Kon Gruwer of De Kon Gruwer) is een verhaal uit de Bommelsaga, geschreven en getekend door Marten Toonder. Het verhaal verscheen voor het eerst op 9 augustus 1971 liep tot 2 november van dat jaar. Het thema is: Papa Bommel.

## Achtergrond
In zijn voorwoord bij band 29 van de Volledige Werken maakt Toonder melding van het oorspronkelijke plan om dit verhaal om te vormen tot het boekenweekgeschenk van 1982. Later werd gekozen voor Heer Bommel en de andere wereld.

## Voetnoot
1. ↑  In de krantenstrip is geen sprake van een lidwoord, dit wordt geïntroduceerd in de pocketuitgave van De Bezige Bij. Op de kaft wordt het lidwoord de gebruikt, in het verhaal het. De Volledige Werken (de laatste door Marten Toonder geautoriseerde versie) hebben: Heer Bommel en het kongruwer.
2. ↑  https://www.delpher.nl/nl/kranten https://resolver.kb.nl/resolve?urn=ddd:010470331:mpeg21:a0096 46 strips in de Amigoe di Curacao. Gearchiveerd op 27 mei 2023.

## Hoorspel
- De Kon Gruwer in het Bommelhoorspel